# Natalie Simpson
Natalie Simpson (Nigeria) is een Engelse actrice en een Ian Charleson Award winnaar.

## Opleiding en theaterwerk
Simpson groeide op in Nigeria, waar ze werd geboren als dochter van een Nigeriaanse moeder en een Engelse vader. Ze was elf jaar oud toen ze naar Engeland verhuisde. Ze volgde een opleiding aan London Academy of Music and Dramatic Art in en studeerde af in juli 2015 en ging vervolgens meteen aan de slag als Juliet in Measure For Measure van Joe Hill-Gibbins bij het Young Vic-theater. 
In 2016 speelde ze in producties van de Royal Shakespeare Company (RSC). Zo speelde ze onder andere in Hamlet, Cymbeline en King Lear. In 2017 ontving ze lovende recensies voor haar rol als hoofdrolspeelster in The Cardinal bij The Southwark Playhouse.
Toneelrollen die zij vertolkte zijn onder andere in Three Sisters bij The National Theatre, Boudica bij Shakespeare’s Globe, Death of a Black Man bij Hampstead Theatre, Hedda Tesman bij Chichester/The Lowry, en Honour bij Park Theatre.

#### Werk voor televisie
Simpson speelde onder andere in de tv-series Outlander, Les Misérables en North Sea Connection. In 2023 speelt ze in de thriller Blackwater Lane, een film gebaseerd op de bestseller "The Breakdown" van de Britse auteur B.A. Paris, dat zowel op de bestsellerlijst van de New York Times als de Sunday Times stond.

## Prijzen
Simpson won onder andere de Ian Charleson Award voor Duchess Rosaura in The Cardinal en de BroadwayWorld UK Award voor ‘Best Supporting Actress.’